# Sandjak de Saghala
Entités suivantes :
- partie des territoires administrés par le haut-commissaire grec Aristide Stergiadis (1919-1922)
- İzmir (province)

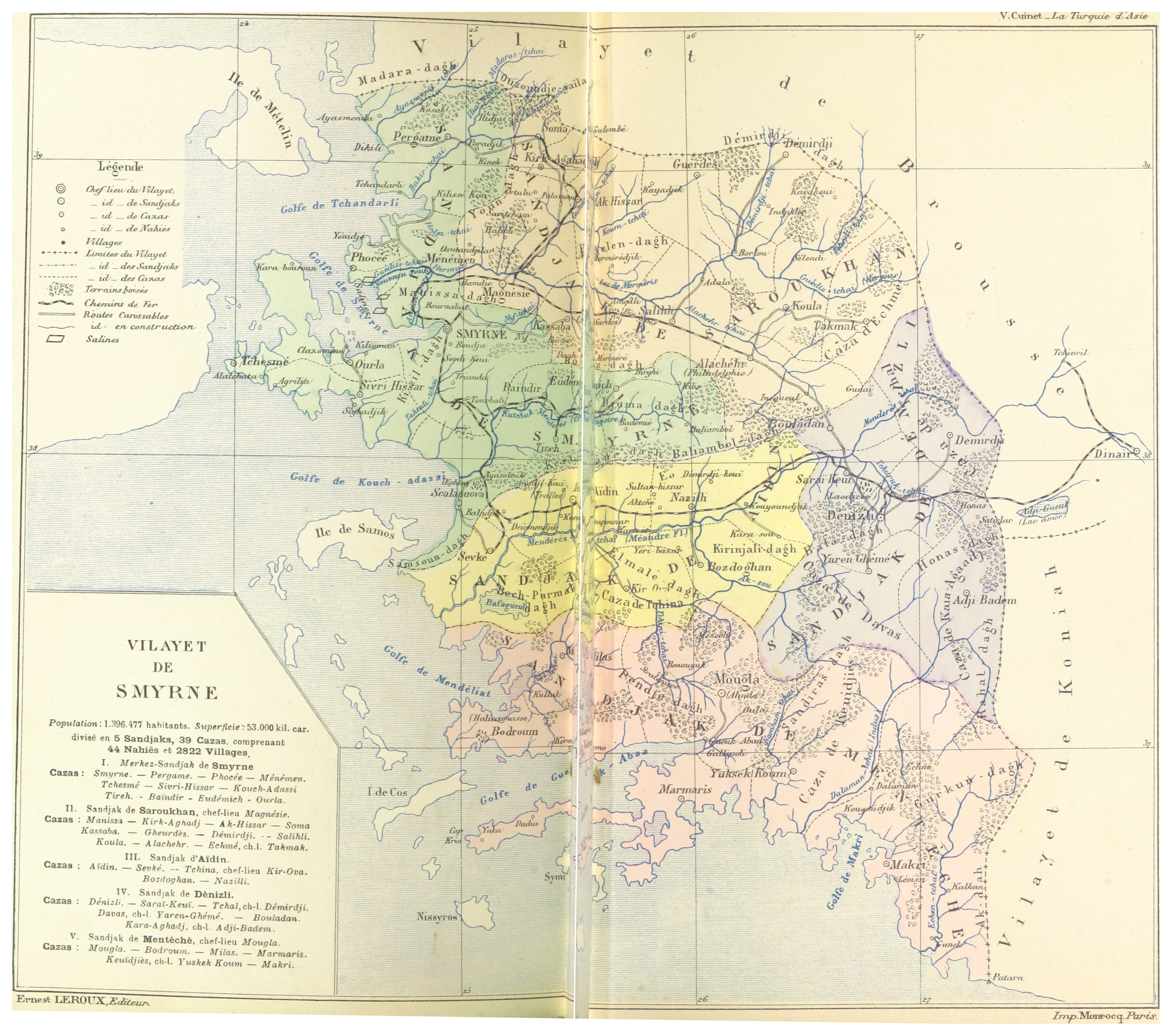
Sur cette carte de Vital Cuinet (1894) du « vilayet de Smyrne » (villayet d’Aïdin), le « sandjak de Smyrne » figure en vert. Le vilayet et le sandjak sont désignés par leur chef-lieu commun.

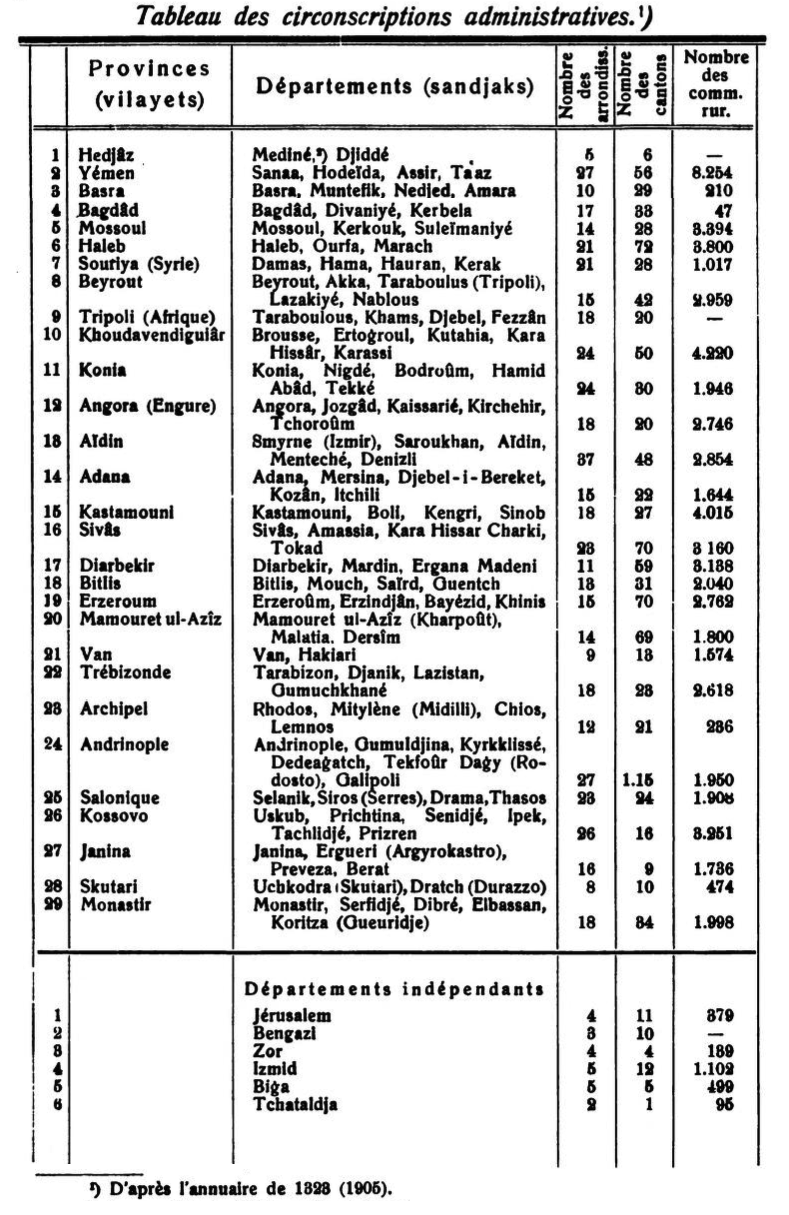
« Tableau des circonscriptions administratives » ottomanes en 1905 (tableau publié en 1908, in A. Heidborn, Manuel de droit public et administratif de l’Empire ottoman, pages 7-8) : voir au n° 13 : « Aïdin » pour le vilayet et « Smyrne (Izmir) » pour le sandjak.

Le sandjak de Saghala, aussi connu sous le nom de sandjak de Smyrne, était l'un des sandjaks de l’Empire ottoman, qui avait pour chef-lieu Smyrne.
Les sources consultées ne précisent pas l’étymologie de Saghala. Une variante Sighla est signalée.

## Avant les vilayets
Le sandjak a fait partie du pachalik de l’Archipel (dirigé par le capitan pacha, le maître de la marine ottomane), à titre de sandjak côtier.

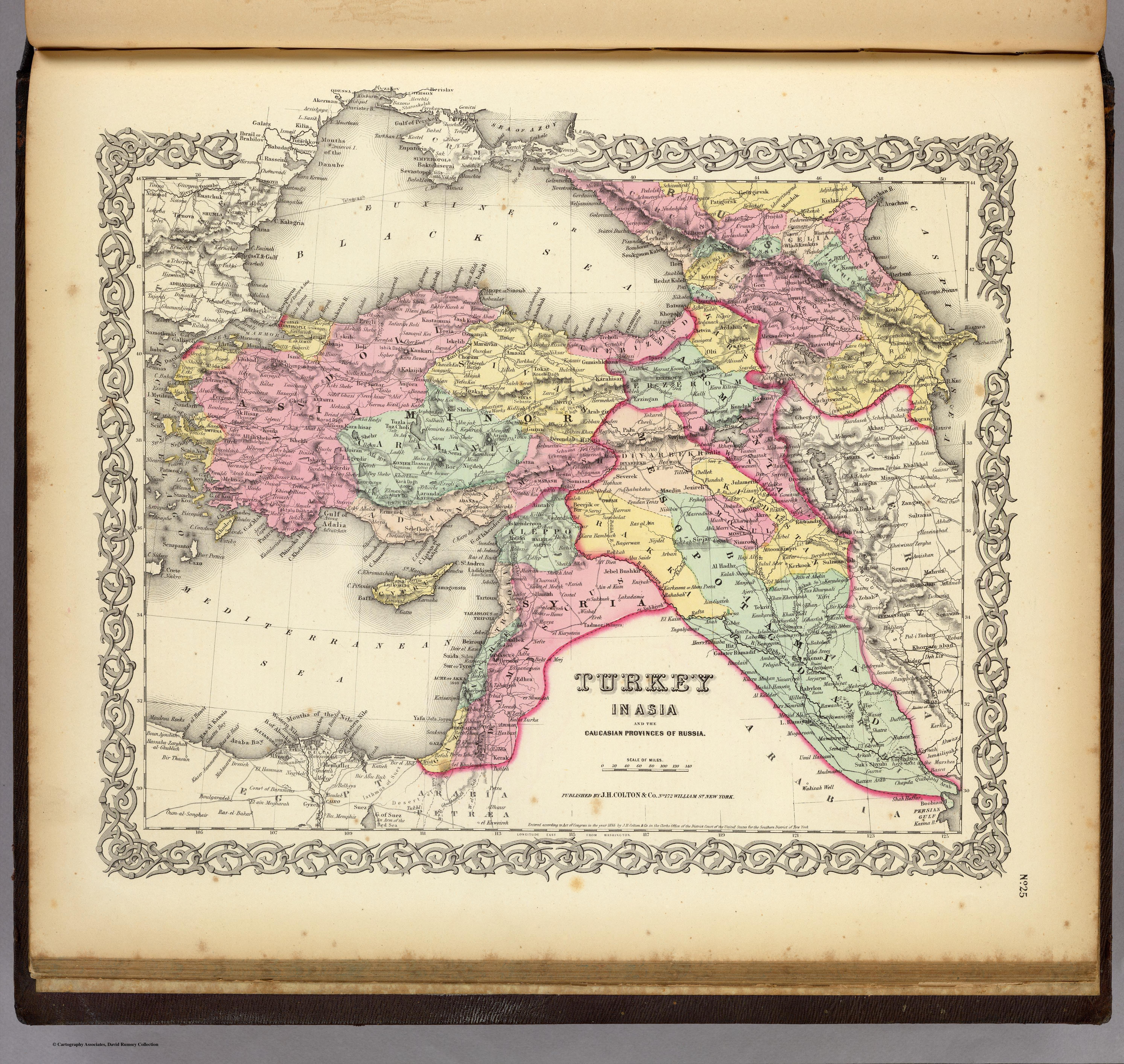
Sur cette carte en anglais de 1856, le sandjak est plus réduit : il n’englobe pas la ville de « Pergamo (Pergamos) » et sa région, qui font partie de l’eyalet d’Anatolie (« Anadoli »).

Le sandjak a ensuite fait partie de l’eyalet d’Aïdin.

## Le sandjak au sein du vilayet d’Aïdin
Les réformes du tanzimat amènent une organisation territoriale hiérarchisée (vilayet-sandjak-kaza) : à cette occasion est créé le vilayet d’Aïdin (dont le chef-lieu est Smyrne et non pas Aïdin) dont fait partie le sandjak (dont le chef-lieu est aussi Smyrne).
Le sandjak  était borné par la mer, et par le sandjak de Saroukhan au nord-est, et le sandjak d’Aïdin (dont le chef-lieu est bien Aïdin) au sud-est (deux sandjaks appartenant au même vilayet d’Aïdin), ainsi que par le vilayet de Brousse, au nord.

## Géographie
Le sandjak mesure 130 kilomètres sur 110.
Le sandjak est bordé par la mer Égée. Proches du rivage du sandjak, trois îles ont été perdues en 1912-1913 par l’Empire ottoman au profit du royaume de Grèce : l’île de Mételin (Lesbos), Chios et Samos : les deux premières faisaient partie du vilayet de l’Archipel et la troisième constituait une « principauté de Samos ».
La ville de Smyrne est située au fond du golfe de Smyrne. Ce golfe est borné d’un côté par la péninsule d’Urla.
Le sandjak projette une presqu'île montagneuse, la péninsule d’Urla (avec une excroissance vers le nord, la péninsule de Karaburun), qui borne d’un côté le golfe de Smyrne. La péninsule est séparée de Chios par le détroit de Chios. La péninsule est nommée d’après la ville d’Urla, qui se trouve à son entrée et qui a été appelée Ourla ou Vourla.
Au sud la presqu’île borde le golfe de Scala-Nova. Scala-Nova ou Scala-Nuova est un port nommé ainsi par les Génois (la « nouvelle escale ») qui porte aujourd’hui le nom de Kuşadası.
Le sandjak était arrosé par deux fleuves : le Caÿstre (aujourd'hui Küçük Menderes, parfois orthographié par le passé Kutchuk Meiender) et le Gediz (autrefois connu sous le nom d'Hermus puis de Sarabat).

## Économie et agriculture
Le centre économique du sandjak était Smyrne, son chef-lieu et une des cités les plus riches de l'Empire ottoman.
Le sandjak était connu au milieu du dix-neuvième siècle pour être « fertile en vin, blé, huile, coton, soie et fruits ».
Mais le sandjak était aussi connu pour être « montagneux et souvent ravagé par la peste et les tremblements de terre ».

## Fin de l’Empire ottoman
« [L]e sandjak de Smyrne a 640 757 habitants en 1914 dont 378 883 musulmans, 59,1 % du total, 27 967 Juifs et 233 907 chrétiens (Grecs pour l’essentiel et Arméniens). La guerre gréco-turque de 1920-22 y est terrible pour les deux camps, Smyrne est incendiée en septembre 1922, enfin les chrétiens survivants furent ou sont chassés peu après. Or en 1927, le recensement enregistre 531 579 habitants, pour la plupart musulmans, soit un accroissement de près de 35 % par rapport à 1914 ! »
La hiérarchie territoriale ottomane vilayet-sandjak-kaza a été remplacée par la hiérarchie région-province-district dans la Turquie d’aujourd’hui : le sandjak de Smyrne est maintenant continué par la province d’Izmir, appartenant à la Région égéenne.

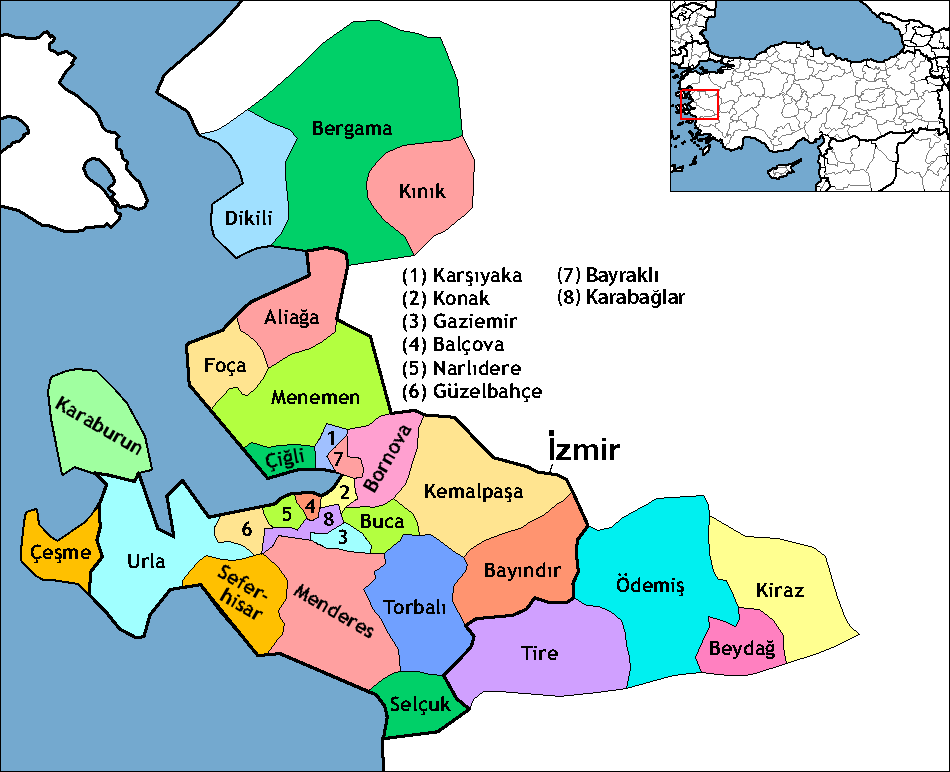
Les 31 districts de la province d’Izmir actuelle.

## Sources
- A. Perrot, Dictionnaire Universel de Géographie Moderne, édition 1843 (lire en ligne), page 384, entrée « SAGHALA » :

« SAGHALA, sandjak de la Turquie d’Asie, dans l’Anatolie, baigné au N.-O. et au S.-O. par l’Archipel ; il forme une presqu’île entre le golfe de Smyrne et celui de Scala-Nova ; ses côtes sont excessivement découpées ; le golfe Tchanderli est l’accident le plus remarquable. Pays de montagnes qu’arrosent le Sarabat et le Kutchuk-Meiender ; sol fertile en vin, blé, huile, coton, soie, et fruits délicieux. Chef-l., Smyrne. »

- Pierre Larousse, Grand Dictionnaire universel du dix-neuvième siècle, volume 14 (S–TESTA), 1875 (lire en ligne), page 45 colonne 4, entrée « SAGHALA ou SIGHLA » :

« SAGHALA ou SIGHLA, sangiac de la Turquie d’Asie, partie occidentale de l’Anatolie, dans le pachalik d’Aïdin. Le territoire de cette division administrative, qui mesure 130 kilom. sur 110, projette à l’O. une grande presqu’île entre le golfe de Smyrne au N. et celui de Scala-Nuova au S. Le pays est montagneux et souvent ravagé par la peste et les tremblements de terre. Ch.-l., Smyrne. »

- Marie-Nicolas Bouillet, Dictionnaire universel d'histoire et de géographie, 1878 (lire sur Wikisource), « SAGHALA » :

« SAGHALA, sandjakat de la Turquie d’Asie, entre ceux de Saroukhan au N. E., d’Aïdin au S. E., et la Méditerranée : 130 kil. sur 110 ; ch.-l., Smyrne. »

- Daniel Panzac, « L’enjeu du nombre. La population de la Turquie de 1914 à 1947 », pages 45-67 in Revue des mondes musulmans et de la Méditerranée, numéro 50, 1988 (lire en ligne), page 65